# Клёнов, Олег Васильевич
Олег Васильевич Клёнов (4 сентября 1932, Кадиевка — 1 июля 1996, Москва) — советский оперный певец (баритон), народный артист РСФСР.

## Биография
Олег Васильевич Клёнов родился 4 сентября 1932 года в Кадиевке Украинской ССР. В 1957 году окончил Киевскую консерваторию имени П. И. Чайковского. 
В 1957—1963 годах был солистом Свердловского театра оперы и балета. В 1963—1990 годах выступал в Московском музыкальном театре им. Станиславского и Немировича-Данченко.
Активно записывался на радио. 
Умер 1 июля 1996 года в Москве. Похоронен на Останкинском кладбище.

## Награды и премии
- Заслуженный артист РСФСР (30.11.1962)[2].
- Народный артист РСФСР (17.05.1982).

## Партии в операх
- «Алеко» Сергея Рахманинова — Алеко
- «Евгений Онегин» П. И. Чайковского — Евгений Онегин
- «Иоланта» П. И. Чайковского — Роберт
- «Севильский цирюльник» Дж. Россини — Фигаро
- «Виринея» С. М. Слонимского — Павел
- «Кармен» Жоржа Бизе — Эскамильо
- «Отелло» Дж. Верди — Яго
- «Тоска» Дж. Пуччини — Скарпиа
- «Любовь к трём апельсинам» С. С. Прокофьева — Министр
- «Обручение в монастыре» С. С. Прокофьева — Дон Карлос
- «Мадам Баттерфляй» Дж. Пуччини — Шарплес
- «Богема» Дж. Пуччини — Марсель
- «Паяцы» Р. Леонкавалло — Пролог и Тонио
- «В бурю» Т. Н. Хренникова — Листрат
- «Безродный зять» Т. Хренникова — Фрол Скобеев
- «Хари Янош» З. Кодая — Хари Янош
- «Порги и Бесс» Дж. Гершвина — Краун
- «Цыганский барон» И. Штрауса — Баринкай

## Фильмография

### Актёр
1. 1969 — Полтава (телеспектакль) — Орлик
2. 1979 — Маленькие трагедии — певец

### Вокал
1. 1971 — Алло, Варшава!
2. 1979 — Маленькие трагедии
3. 1988 — Цыганский барон